# Nicolae Iorga
Nicolae Iorga (født 17. januar 1871, død 27. november 1940) var en rumænsk politiker, akademiker og forfatter.
Iorga studerede i Iaşi, Paris, Berlin og Leipzig og blev medlem af det Rumænske Akademi i 1893. Han var en meget produktiv forfatter og skrev hundredvis af bøger og tusindvis artikler. I 1906 grundlagde han avisen Neamul românesc. Han fyldte flere politiske embeder, blandt andet var han premierminister i Rumænien i 1931-32.
Han blev myrdet af Jerngarden i 1940.